# Bianca Penco
Maria Bianca Penco (Genova, 3 gennaio 1917 – Genova, 16 marzo 2015) è stata una letterata italiana, nota per l'attività di promozione culturale.

## Biografia
Bianca Penco si laurea in Storia con 110 e lode e dignità di stampa nel 1939 presso l'Università di Genova con una tesi su Jean-Pierre Gaffori, precursore di Pasquale Paoli nella ribellione al potere di Genova; il lavoro viene citato da Vito Vitale nella sua "Storia di Genova". Nel dopoguerra insegna letteratura italiana nella Scuola Svizzera di Genova.
Opera durante il  fascismo fino al dopoguerra nella Federazione universitaria cattolica italiana, come Vicepresidente tra il 1939 e il 1941 e come presidente nazionale insieme a Giulio Andreotti tra il 1942 e il 1944, e sempre come presidente, con Ivo Murgia tra il 1944 e il 1947.
In questo contesto svolge una intensa attività di relazioni internazionali, partecipa a incontri riservati con Pio XI nel momento del suo massimo antagonismo con il regime fascista e nazista e collabora con la Segreteria di Stato anche negli anni successivi per il tramite di Giovanni Battista Montini, ex assistente nazionale della FUCI. Nell'ottobre 1942, ad esempio, è latrice di un messaggio riservato e urgente del Papa per l'arcivescovo di Genova (l'antifascista Pietro Boetto), consegnato mentre infuriavano i bombardamenti sulla città. I suoi ricordi sono stati importanti nel dibattito sulla posizione dei cattolici nei confronti delle leggi razziali del 1938, osteggiate da Pio XI che aveva preparato un documento, prima di morire nel 1939.
Nel 1945, appena dopo la liberazione di Genova, Bianca Penco riallaccia i collegamenti con la FUCI romana, dando un quadro vivido della situazione dell'epoca: "Durante la guerra l'Italia del Nord era divisa dall'Italia del Centro-Sud dalla “linea gotica” che tagliava la Toscana; mentre don Guano era rimasto a Roma, la FUCI del nord era coordinata da mons. Franco Costa. Il mio primo incontro con Pax Romana avvenne nell'immediato dopoguerra, nel 1945: una macchina del Vaticano era giunta a Genova (da poco liberata) per “recuperare” i due responsabili della FUCI del nord, don Costa e Bianca Penco, e accompagnarli a Roma. Viaggio avventuroso punteggiato dai colpi di fucile nella salita del Bracco (allora covo di banditi) e dall'allucinante attraversata della pineta di Tombolo, regno della malavita."
Dal 1947 al 1954 fa parte di Pax Romana, movimento Internazionale degli Intellettuali Cattolici.
Nel 1954 sposa l'ingegnere Giovanni Battista Cavasola. Assieme al marito si sposta ad abitare in Friuli, dove dal 1955 al 1958 è Assessore alla Cultura e all'Assistenza nel comune di Monfalcone; in questo periodo tiene corsi di Cultura per gli operai in Trieste. In seguito si trasferisce in Toscana, dove collabora attivamente con il Vescovo di Livorno Emilio Guano nella diffusione e applicazione delle idee del Concilio Vaticano II.
Ritornata a Genova, ha svolto, tra altre incombenze, attività di promozione culturale come presidente genovese dell'associazione "Maria Cristina di Savoia" Archiviato il 19 dicembre 2014 in Internet Archive..

## Riconoscimenti
Il 16 gennaio 1947 riceve, assieme a Aldo Moro, Ivo Murgia e Angela Gotelli, un riconoscimento pontificio accompagnato da una lettera di motivazioni a firma del sostituto alla Segreteria di Stato Vaticana Giovanni Battista Montini. In questa lettera si rilevavano la "lodevole fedeltà" e i "grandi sacrifici" sostenuti dai quattro sopracitati e il loro impegno "nell'opera di formazione morale e intellettuale di coloro, che sono e che saranno gli elementi direttivi della società" (vedi Casella 1987, Camadini, 2006, pp. 17–18).